# Ipersensibilità (psicologia)

Con il termine Alta Sensibilità , o Sensory processing sensitivity(SPS), si intende una sensibilità emotiva, talvolta sensoriale e cognitiva, generalmente più alta della media, e che potrebbe essere vissuta con difficoltà dalla persona stessa, o percepita come "esagerata" da parenti, amici o conoscenti, spesso a causa di preconcetti culturali sul concetto stesso di sensibilità.

## Alta Sensibilità
L'Alta Sensibilità, traduzione italiana di High Sensitivity, è stato denominata per la prima volta negli anni '90 in California, dal gruppo di ricerca della dottoressa Elaine Aron. Nonostante è stata inizialmente studiata nell'ambito della personalità, ulteriori studi ne hanno approfondito gli aspetti genetici, neurocognitivi ed evoluzionistici, rappresentandola come una variabilità intersoggettiva nei meccanismi di sopravvivenza, presente in alcuni individui delle specie animali. Ad esempio, una forma differente di alcuni geni come il gene CRHBP, potrebbero spiegare le risposte amplificate di fronte agli stressor ambientali.  Anche la variante più corta del gene SLC6A4, che codifica per il trasportatore della serotonina, può influenzare i livelli di serotonina, aumentando la suscettibilità alle emozioni. 

È però la risultanza di predisposizione genetica e ambientale a fare la differenza e comprende:
- Differente processamento sensoriale[4]
- Maggiore responsività all’ambiente e agli stimoli sociali
- Aree specifiche di attivazione cerebrale [5]
- Fattori comportamentali specifici
- Differente gestione dello stress psicofisiologico

### Caratteristiche
Le persone che hanno questo tratto e/o funzionamento neurologico, si definiscono anche "Persone Altamente Sensibili" (Highly Sensitive People) e sono caratterizzate da una maggiore sensibilità, cognitiva, emotiva e persino relazionale a stimoli interni ed esterni. 
Questo tratto è presente nella medesima proporzione in maschi e femmine, e se seguiamo la definizione di Elaine Aron, considerandolo un tratto di personalità, esso risulta indipendente da altre variabili di personalità come introversione, timidezza, nevroticismo, ma può talvolta coincidere.
Le persone con un'alta sensibilità (PAS), riferiscono di avere una risposta solitamente più intensificata a stimoli come il dolore, la caffeina, gli stimoli di fame e i rumori forti. La ricercatrice Sofie Boterberg ritiene che questi individui percepiscono più facilmente gli stimoli esterni, possedendo una soglia percettiva più bassa ed elaborando cognitivamente gli stimoli in modo più profondo rispetto alla maggior parte delle persone.
Secondo le ricerche di Elaine Aron e del marito Arthur Aron (neurologo) le Highly Sensitive People si contraddistinguono per caratteristiche riassumibili nell'acronimo D.O.E.S:
- Depth of processing (processamento più profondo delle informazioni);
- Overarousability (più facilmente soggetti a sovrastimolazione e sovraccarico);
- Emotional Intensity, Empathy (maggiore responsività emotiva ed empatia);
- Sensitivity to subtle stimuli (percezione dei dettagli sottili dell’ambiente e delle relazioni sociali).

Queste caratteristiche mostrano sia svantaggi che vantaggi legati proprio alla profondità di elaborazione dei problemi, ad una predisposizione alla creatività e al problem-solving e nel percepire dettagli nelle relazioni sociali. È spesso presente una maggiore empatia e ed elaborazione emotiva , possibile profondità cognitiva o nella percezione di aspetti dell'esistenza, nel cogliere dettagli e ingiustizie, nel trarre maggiore attivazione e apprendimento dalle esperienze positive. 
I possibili svantaggi riguardano invece la sensazione di sentirsi “sopraffatti dal mondo”, dalle persone intorno, dagli eventi, la suscettibilità emotiva, l'affaticamento da eccessiva stimolazione emotiva, cognitiva e/o dell'ambiente, la necessità di tempi di recupero più lunghi , la possibile difficoltà a gestire i propri limiti e confini rispetto agli altri, la necessità di regolare la capacità di empatia, la maggiore reattività emotiva di fronte a traumi.

## Cultura
Le persone con Alta Sensibilità, come suggerito da Elaine Aron e altri ricercatori successivamente, hanno un sistema nervoso più reattivo e sensibile agli stimoli ambientali, ed è stato individuato in oltre 100 specie animali. Tuttavia, il modo in cui la sensibilità è interpretata e percepita può variare in base all' epoca storica e alla cultura di riferimento. Ad esempio, culture individualiste come quelle Occidentali possono enfatizzare autonomia, controllo emotivo e assertività, conseguentemente essere percepito come più sensibile può essere associato ad una  "debolezza" e vulnerabilità sociale, rispetto a culture collettiviste, in cui l'empatia sociale e i comportamenti altruistici sono solitamente valori rilevanti.
La ricerca suggerisce che alcune persone mostrano una maggiore reattività agli stimoli emotivi o ambientali, e nell'antichità , saper captare segnali e minacce in anticipo rispetto ad altri membri, poteva essere evolutivamente vantaggioso e favorire comportamenti di cooperazione. Non esistono tuttavia ancora prove a sufficienza sul consenso della categoria HSP come costrutto neurologico, per alcuni ricercatori, compresa Elaine Aron, è vista come un tratto di personalità, altri ancora dichiarano non esista alcuna categoria HSP e che essa possa essere prodotto di bias di ricerca, non includendo variabili biologiche ed esperienziali che ne confermano la validità.